# Wilshamstead
Wilshamstead är en civil parish i Storbritannien.   Den ligger i kommunen Borough of Bedford i  riksdelen England, i den sydöstra delen av landet, 70 km norr om huvudstaden London. Den omfattar orten Wilstead med omgivande landsbygd.